# Dieter-Julius Cronenberg
Dieter-Julius Cronenberg (* 8. Februar 1930 in Neheim; † 21. November 2013) war ein deutscher Unternehmer und Politiker (FDP). Er war von 1984 bis 1994 Vizepräsident des Deutschen Bundestages.

## Leben und Beruf
Nach dem Abitur 1951 begann Cronenberg ein Studium der Rechts- und Staatswissenschaften in Lausanne, Aix-en-Provence und Münster, das er 1955 mit dem ersten juristischen Staatsexamen beendete. Während des Studiums wurde er 1952 Mitglied der katholischen Studentenverbindung VKDSt Saxonia Münster im CV, engagierte sich in der Studentenvertretung und war als 2. Vorsitzender des Verbands Deutscher Studentenschaften (VDS) 1954/55 am Zustandekommen des Honnefer Modells beteiligt.
Nach dem Examen arbeitete er als Volontär in verschiedenen Unternehmen und war seit 1960 Mitinhaber der Firma Julius Cronenberg o.H. in Müschede, die sich seit fast 300 Jahren in Familienbesitz befindet.
Cronenberg war verheiratet und hatte drei Kinder. Sein Sohn Carl-Julius Cronenberg wurde am 24. September 2017 als Abgeordneter in den Bundestag gewählt.

## Partei
1961 trat Cronenberg in die FDP ein und war dort Orts- und Kreisvorsitzender, von 1969 bis 1974 stellvertretender Bezirksvorsitzender, anschließend Bezirksvorsitzender.

## Abgeordneter
Von 1976 bis 1994 gehörte Cronenberg dem Deutschen Bundestag an. Hier engagierte er sich vor allem auf dem Gebiet der Sozialpolitik und war von 1979 bis 1985 stellvertretender Vorsitzender der FDP-Bundestagsfraktion sowie Leiter des Fraktions-Arbeitskreises Arbeits- und Sozialpolitik. Im Dezember 1984 wurde er als Nachfolger von Richard Wurbs zum Vizepräsidenten des Deutschen Bundestages gewählt und blieb dies über zehn Jahre bis zu seinem Ausscheiden aus dem Bundestag 1994.
Von 1995 bis 2000 war er Vizepräsident der Vereinigung ehemaliger Mitglieder des Deutschen Bundestages und des Europäischen Parlaments.
Unterlagen zu seiner Tätigkeit für die FDP und im Deutschen Bundestag liegen im Archiv des Liberalismus der Friedrich-Naumann-Stiftung für die Freiheit in Gummersbach.

## Weitere Ämter und Mitgliedschaften
Neben seinen politischen Ämtern war Cronenberg Mitglied in zahlreichen Vorständen, Kuratorien und Beiräten von Verbänden, Unternehmen und Stiftungen, darunter des Wirtschaftsverbands Stahlverformung, der Treuhandanstalt, der Bundesanstalt für vereinigungsbedingte Sonderaufgaben, der Bundesstiftung Mutter und Kind oder der Otto Benecke Stiftung.

## Auszeichnungen
- Verdienstkreuz 1. Klasse der Bundesrepublik Deutschland (1983)
- Ordre national du Mérite (1988)
- Großes Bundesverdienstkreuz mit Stern und Schulterband (1994)
- Verdienstmedaille der Deutschen Rentenversicherung (1995)
- Ehrenring der Stadt Arnsberg (2007)